# Jet Euro X
SYM Jet Euro X to lekko sportowy skuter produkowany od 1997 roku na Tajwanie przez SYM Sanyang Industry Co, Ltd.

## Opis modelu
Na rynku pojawił się w roku 1997, jednak nazwę Jet Euro X otrzymał dopiero w 2004. W roku 2003 została przeprowadzona pierwsza zmiana wyglądu, a w 2008 kolejna kosmetyka modelu. W międzyczasie zmieniało się tylko malowanie skutera. Obecnie możemy nabyć ten model w kolorze biało-niebieskim lub biało-czarnym. Jedynym importerem w Polsce jest firma SPEED z Krakowa. Jednostka napędowa tego skutera jest konstrukcją Hondy.

## Dane techniczne
| Marka i model                 | Sym Jet Euro X                     |
| ----------------------------- | ---------------------------------- |
| Lata produkcji                | 1997 - nadal produkowany           |
| Rozstaw osi (mm)              | 1275 mm                            |
| Waga pojazdu / całkowita (kg) | bez płynów 97 kg                   |
| Pojemność skok. (cm³)         | 49 cm³                             |
| Silnik                        | 1 cylinder/chłodzony powietrzem    |
| Typ silnika                   | dwusuwowy                          |
| Skrzynia biegów (M/A)         | Automatyczna                       |
| Stopień sprężania             | 7,2:1                              |
| Moc kW (KM)                   | 3,3 KW (4,5 KM) przy 6000 obr/min. |
| Maks. moment obrotowy         | 4.6 Nm przy 5500 obr/min.          |
| Typ zapłonu                   | C.D.I                              |
| Olej silnikowy                | Semisyntetyk 2T                    |
| Osiągi                        |                                    |
| Prędkość maksymalna (km/h)    | 75 km/h                            |
| Zbiornik paliwa (l)           | 6,3 l                              |
| Układ elektryczny             |                                    |
| Świece zapłonowe              | NGK BR8HSA                         |
| Akumulator                    | 12V/4 Ah                           |
| Bezpiecznik                   | 10 A                               |
| Główne światło                | 12V 35 W                           |
| Hamulce                       |                                    |
| Hamulec przedni               | hydrauliczny, tarczowy             |
| Hamulec tylny                 | mechaniczny, bębnowy               |